# Hospital Felipe II
El Hospital Felipe II de Valladolid es uno de los tres hospitales privados presentes en la capital vallisoletana. Está situado en la calle Felipe II n.º 9 de Valladolid. Fue inaugurado en mayo de 2002, por su actual propietario, el Grupo Recoletas. Es el hospital privado de referencia en el tratamiento de las patologías de espalda en Castilla y León. Es uno de los dos hospitales de Recoletas Salud, junto con el Hospital Campo Grande, en Valladolid.
El hospital consta de seis plantas que suman un total de 5.000 metros cuadrados de extensión; así como una planta por debajo del nivel de la planta baja, dotando así a la instalación de 75 camas individuales.

## Historia
Obtuvo la autorización para su uso como hospital de ámbito privado el 2 de mayo de 2002, con su actual operador, Grupo Recoletas; siendo renovada dicha licencia el 7 de agosto de 2007

## Características
El hospital, cuenta con 75 camas de hospitalización en habitaciones individuales, 4 quirófanos, 1 sala de parto y 1 UCI-REA con cuatro boxes.
El edificio tiene seis plantas en superficie, planta baja y una bajo la superficie, y está estructurada en dos alas en cada una de las plantas con un centro común donde se ubican los ascensores y las escaleras. Su diseño es modular y tiene una disposición vertical, como la gran mayoría de edificios construidos en su época, si bien, su ubicación en el centro de Valladolid impide la presencia de grandes espacios abiertos o verdes en sus inmediaciones.

## Servicios
El centro dispone de tecnología de última generación en medicina nuclear, radioterapia y radiodiagnóstico. Además, los profesionales sanitarios cuentan con historiales clínicos informatizados para agilizar las consultas.
El centro reúne a las siguientes especialidades:
1. Anestesia y Reanimación
2. Angiología y cirugía vascular,
3. Cirugía General y digestivo
4. Cirugía Maxilofacial
5. Cirugía Ortopédica y Traumatología
6. Cirugía Plástica y reparadora
7. Enfermería
8. Ginecología
9. Hematología Clínica
10. Medicina Intensiva
11. Medicina Interna
12. Neumología
13. Obstetricia
14. Obtención de muestras
15. Oftalmología
16. Pediatría
17. Psiquiatría
18. Radiodiagnóstico
19. Servicio de transfusión
20. Urgencias
21. Urología

## Localización
El hospital está situado muy cerca del centro, lo que lo ubica en una posición prácticamente equidistante de las principales arterias de comunicación de la ciudad, además de contar con una red integral de transporte público.
Medios de transporte
El hospital está conectado con los principales barrios de la población de la capital castellanoleonesa y poblaciones cercanas, mediante la prolongación de algunas líneas existentes y la creación de otras nuevas